# Галянт, Светлана Алексеевна
Светлана Алексеевна Галянт (род. 23 мая 1973 года, Кишинёв, Молдавская ССР, СССР) — российская самбистка и дзюдоистка, многократная чемпионка России и Европы по самбо, 8-кратная чемпионка мира по самбо, 8-кратная обладательница Кубка мира по самбо, участница Олимпиады в Атланте, заслуженный мастер спорта России (2002), судья всероссийской категории (2017), депутат Законодательного собрания Камчатского края, заслуженный тренер России (2025), мастер спорта России международного класса по дзюдо.

## Биография
Родилась в 1973 году в Кишинёве. В 1985 году переехала на Камчатку. Окончила Дальневосточную государственную академию физической культуры. В марте 2013 года её портрет работы художника Владимира Соколова-Ширшова был помещён в галерею «Скрижали Камчатки». 10 ноября 2014 года официально объявила о своём уходе из большого спорта. Она собирается посвятить себя деятельности в законодательном собрании края и тренерской работе. 29 марта 2016 года родила дочь.

## Спортивные результаты

### Дзюдо
- Чемпионат СНГ по дзюдо среди женщин (1992 год) — ;
- Чемпионат России по дзюдо 1993 — ;
- Чемпионат России по дзюдо 1994 — ;
- Чемпионат России по дзюдо 1995 — ;
- Чемпионат России по дзюдо 1997 — ;
- Чемпионат России по дзюдо 1998 — ;
- Чемпионат России по дзюдо 1999 — ;
- Чемпионат России по дзюдо 2001 — ;
- Чемпионат России по дзюдо 2002 — ;
- Чемпионат России по дзюдо 2003 — ;

### Самбо
- Чемпионат России по самбо среди женщин 2007 — ;
- Чемпионат России по самбо среди женщин 2008 — ;
- Чемпионат России по самбо среди женщин 2009 — ;
- Чемпионат России по самбо среди женщин 2010 — ;
- Чемпионат России по самбо среди женщин 2011 — ;
- Чемпионат России по самбо среди женщин 2012 — ;
- Чемпионат России по самбо среди женщин 2013 — .